# Liste der Kulturdenkmale in Nöthschütz
In der Liste der Kulturdenkmale in Nöthschütz sind die Kulturdenkmale des Döbelner Ortsteils Nöthschütz verzeichnet, die bis Oktober 2022 vom Landesamt für Denkmalpflege Sachsen erfasst wurden (ohne archäologische Kulturdenkmale). Die Anmerkungen sind zu beachten.
Diese Aufzählung ist eine Teilmenge der Liste der Kulturdenkmale in Döbeln.

## Nöthschütz
| Bild                                    | Bezeichnung                                                       | Lage                   | Datierung           | Beschreibung | ID       |
| --------------------------------------- | ----------------------------------------------------------------- | ---------------------- | ------------------- | --- | -------- |
|                                         | Wohnstallhaus, Scheune und zwei Seitengebäude eines Vierseithofes | Dorfanger 2, 4 (Karte) | Bezeichnet mit 1880 | Große imposante Anlage die aufgrund ihrer zu großen Teilen original erhaltenen Geschlossenheit sowie aufgrund einer singulären Kumthalle von architektonischer und ortsbildprägender Bedeutung ist, Relief an Toreinfahrt. Wohnstallhaus, Seitengebäude, Scheune, Kumthalle und Pfeiler und Gitter mit Relief, Wohnstallhaus mit Türgewände, Kumthalle: Bogen zum Teil zugesetzt, Inschrift mit Datierung, original: zum Teil Winterfenster, Verhältnis zwischen Wand- und Öffnungen zum Teil verändert. | 09206500 |
| Direkt Bild zu diesem Denkmal hochladen | Wohnstallhaus eines ehemaligen Vierseithofes                      | Dorfanger 10 (Karte)   | Bezeichnet mit 1799 | Ländliches Wohnhaus mit intaktem Fachwerk-Obergeschoss und daher von baugeschichtlicher Bedeutung, da ansonsten kaum mehr Fachwerkbauten im Dorf erhalten sind. Zweigeschossiges Wohnstallhaus, Erdgeschoss massiv verbrettert, Obergeschoss Fachwerk, Türgewände Sandstein, zum Teil Winterfenster, Giebelwand erneuert. | 09206501 |

## Tabellenlegende
- Bild: Bild des Kulturdenkmals, ggf. zusätzlich mit einem Link zu weiteren Fotos des Kulturdenkmals im Medienarchiv Wikimedia Commons. Wenn man auf das Kamerasymbol klickt, können Fotos zu Kulturdenkmalen aus dieser Liste hochgeladen werden:
- Bezeichnung: Denkmalgeschützte Objekte und ggf. Bauwerksname des Kulturdenkmals
- Lage: Straßenname und Hausnummer oder Flurstücknummer des Kulturdenkmals. Die Grundsortierung der Liste erfolgt nach dieser Adresse. Der Link (Karte) führt zu verschiedenen Kartendiensten mit der Position des Kulturdenkmals. Fehlt dieser Link, wurden die Koordinaten noch nicht eingetragen. Sind diese bekannt, können sie über ein Tool mit einer Kartenansicht einfach nachgetragen werden. In dieser Kartenansicht sind Kulturdenkmale ohne Koordinaten mit einem roten bzw. orangen Marker dargestellt und können durch Verschieben auf die richtige Position in der Karte mit Koordinaten versehen werden. Kulturdenkmale ohne Bild sind an einem blauen bzw. roten Marker erkennbar.
- Datierung: Baubeginn, Fertigstellung, Datum der Erstnennung oder grobe zeitliche Einordnung entsprechend des Eintrags in der sächsischen Denkmaldatenbank
- Beschreibung: Kurzcharakteristik des Kulturdenkmals entsprechend des Eintrags in der sächsischen Denkmaldatenbank, ggf. ergänzt durch die dort nur selten veröffentlichten Erfassungstexte oder zusätzliche Informationen
- ID: Vom Landesamt für Denkmalpflege Sachsen vergebene, das Kulturdenkmal eindeutig identifizierende Objekt-Nummer. Der Link führt zum PDF-Denkmaldokument des Landesamtes für Denkmalpflege Sachsen. Bei ehemaligen Kulturdenkmalen können die Objektnummern unbekannt sein und deshalb fehlen bzw. die Links von aus der Datenbank entfernten Objektnummern ins Leere führen. Ein ggf. vorhandenes Icon  führt zu den Angaben des Kulturdenkmals bei Wikidata.